# Joseph Henri Léveillé
Joseph-Henri Léveillé (n. 28 mai 1796, Crux-la-Ville – d. 4 februarie 1870, Paris) a fost un medic, botanist, micolog, fitopatolog și ilustrator francez. Abrevierea numelui său în cărți științifice este Lév..

## Biografie

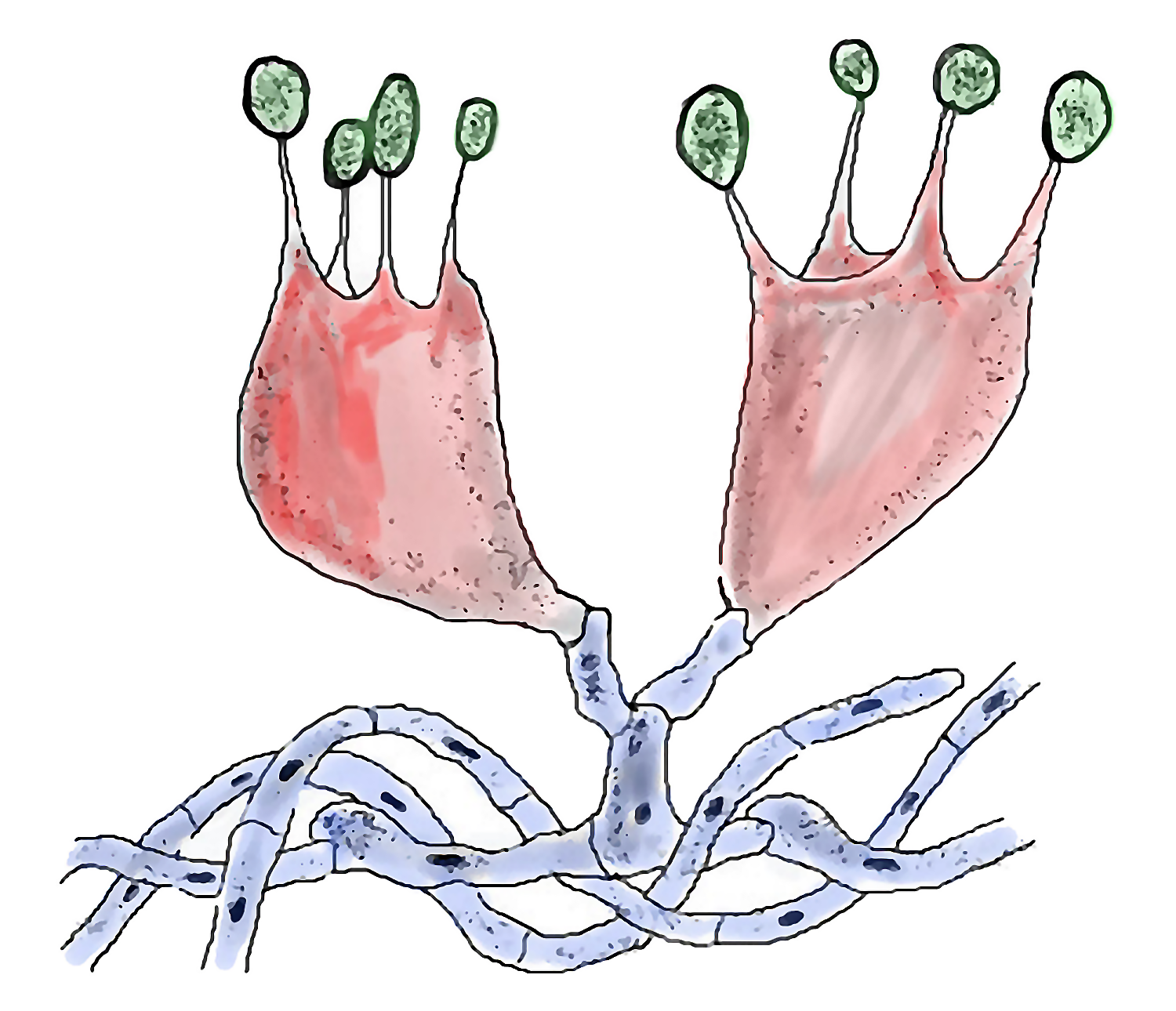
Hife cu basidii (roz) și spori

Schematică, prezentând o ciupercă basidiomicete, structura lamelelor și basidia purtătoare de spori de pe marginile lor

Fiul lui Jean-Baptiste-François Léveillé (n. 28 august 1769 - d. 13 martie 1829), medic,chirurg de prima clasă și membru al Academiei Franceze de Medicină a studiat la Universitatea din Paris, medicina și a obținut titlul de doctor în 1824. El a fost primul care a descris complet basidiile și cistoidele ciupercilor din încrengătura Basidiomycota, dovedind și rolul basidiilor pentru producția de spori, totul publicat în lucrarea sa Recherches sur l'hymenium de champignon din 1837. El a demonstrat de asemenea importanța basidiilor pentru taxonomie și a propus deosebirea între diviziunile Ascomycota și Basidiomycota. John Ramsbottom, a subliniat în cartea sa Mushrooms and Toadstools din 1953, că o serie de alți micologi au făcut aceiași descoperire la aproximativ același timp, scriind: „Acest fapt este lipsit de importanță pentru a atribui o prioritate”. Cu toate acestea, Léveillé a fost în mod evident mult mai eficace în prezentarea descoperirii sale. În primul rând, a lucrat la ea pentru o lungă perioadă de timp, și a fost în stare să ofere ilustrații ale mai multor tipuri diferite de basidii și de spori în familiile Agaricaceae, Boletaceae și Clavariaceae.

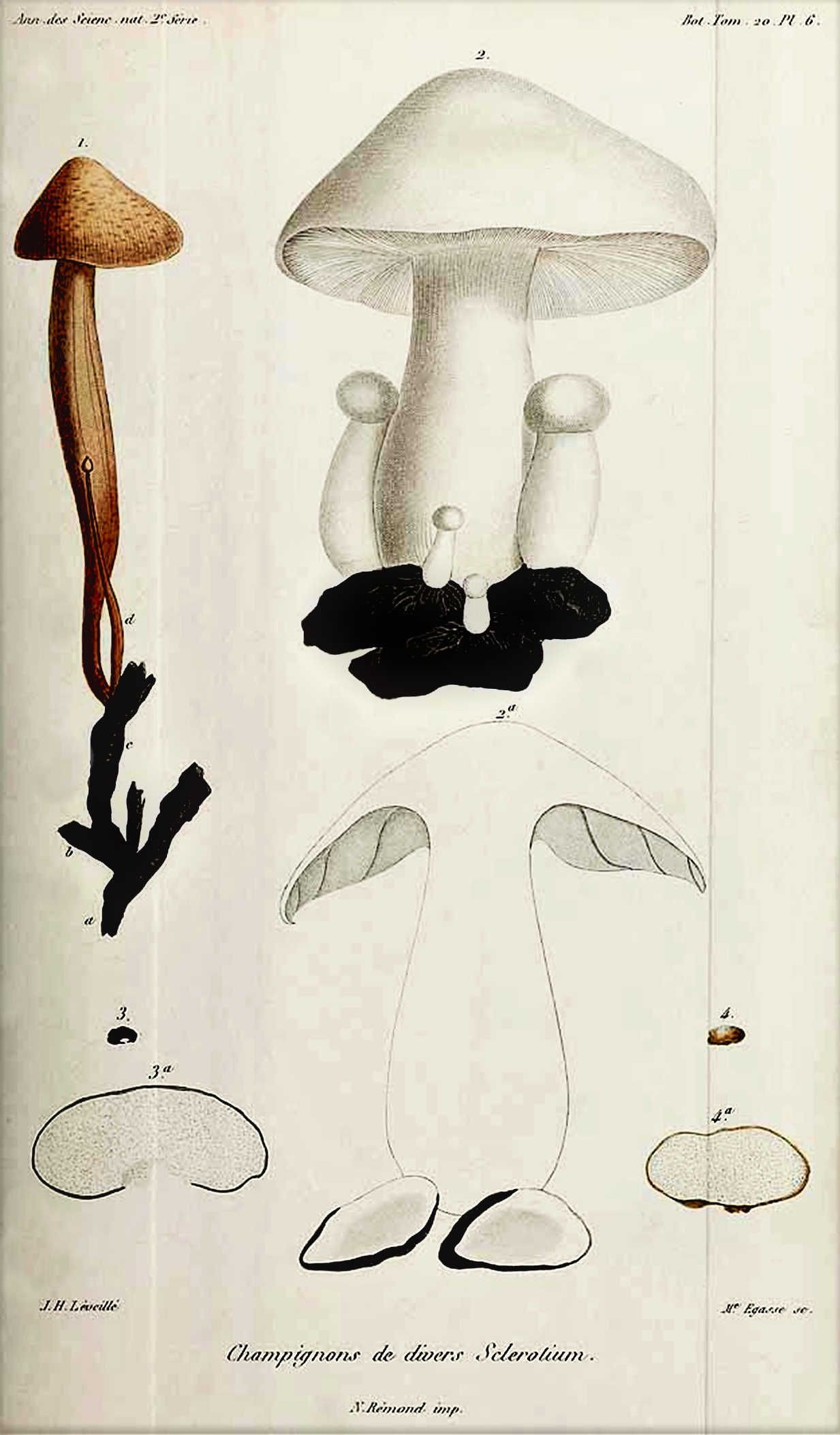
Lév.: Typhula variabilis

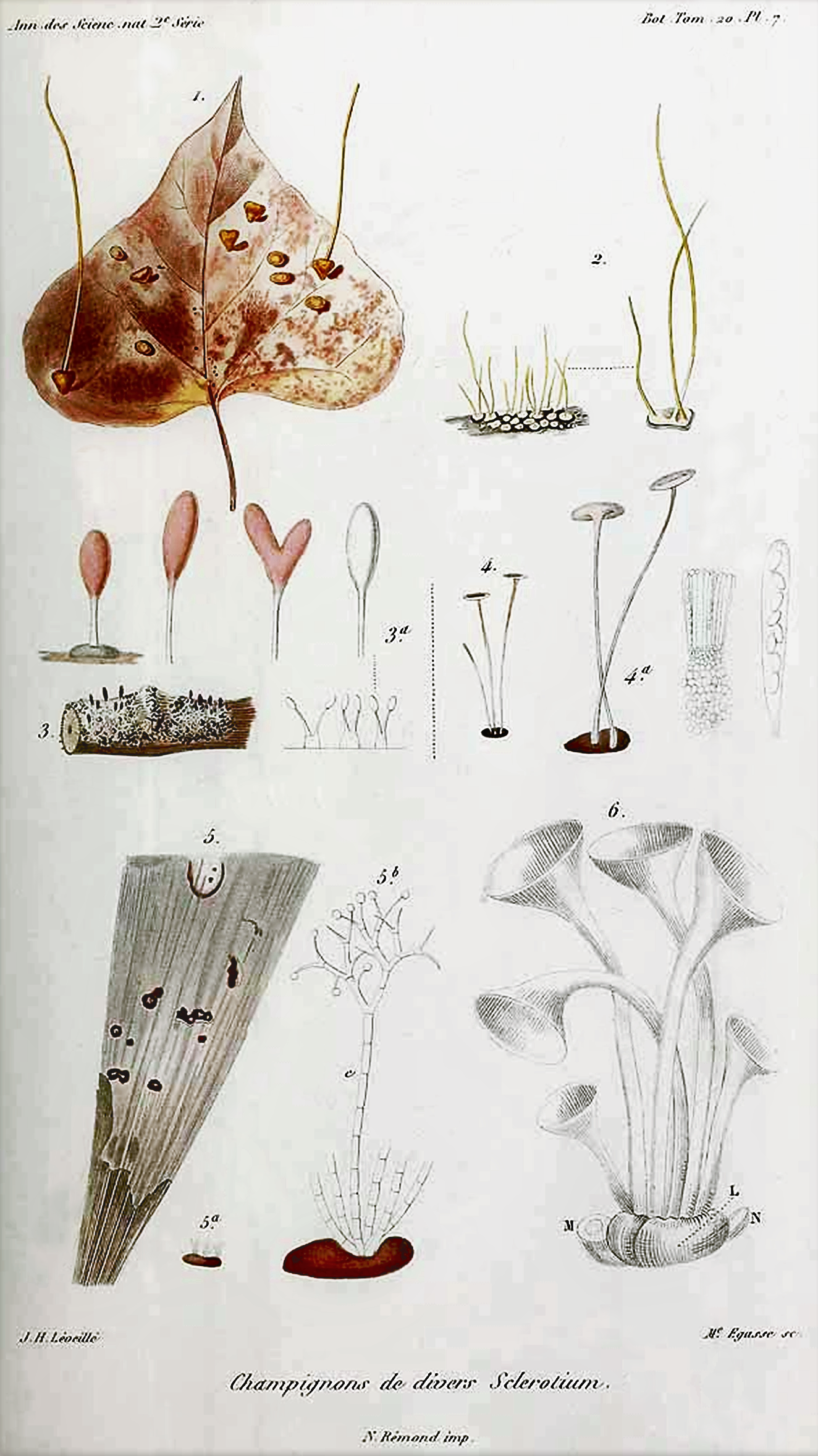
Lév.: Diverse specii Sclerotium

Între 1836 și 1837 a luat parte la o circumnavigație globală pe corveta „La Bonite”, împreună cu alți oameni de știință renumiți, navigând dea lungul coastei Americii de Sud, înapoi de-a lungul Coastei de Vest spre California, mai departe peste Pacific, ajungând la Manila, în China, India, întorcându-se în sfârșit în Franța. Mai mult de 1.000 de specii noi de plante și bureți au fost colectate și numeroase observații geografice și meteorologice realizate. Léveillé a fost specialistul pentru analizarea și determinarea celor multe ciuperci adunate, ocupându-se cu ciupercile găsite, în special cu criptogamele celulare și vasculare între altele cu genul Lycoperdon.
Imediat după această excursie mare, micologul  a participat la elaborarea și apoi călătoria prin Ungaria, Banat, Transilvania, Țara Românească, Principatul Moldovei până  în sudul Rusiei și Crimeea sub conducerea prințului și savantului rus Anatol Demidoff di San Donato (1813-1870). În volumul 2 al cărții Voyage dans la Russie Méridionale et la Crimée, par la Hongrie, la Valachie et la Moldavie, editată de acest prinț, Léveillé a contribuit cu o lucrare de 210 pagini.
În publicația sa din 1843, Memoire sur le genre Sclerotium, a arătat că „organisme” plasate în genul Sclerotium au o structură fungidă, fiind probabil o parte a ciupercilor care cresc din ele (mai degrabă decât un organism separat). Acesta a fost un prim pas esențial în eliminarea de genuri care au fost create pentru părți de bureții cum ar fi Rhizomorpha, Byssus și Ozonium. Byssus a fost un gen pentru miceliu alb, și Ozonium un gen pentru miceliu colorat, cum este cel al lui Coprinus radians.
În 1855, a completat marea iconografie în 2 volume a lui Jean-Jacques Paulet, Traité des champignons, o colecție de 217 plăci extrase din natură, gravate și colorate, însoțind un text nou cu descrierea speciilor figurate, sinonimelor, indicând proprietățile lor utile sau otrăvitoare precum timpul și locurile in care ele se dezvoltă. Opera a fost publicată sub titlul Iconographie des champignons de Paulet.

## Genuri și specii descrise de Léveillé (selecție)
| - Acroscyphus Lév. - Asterina Lév. - Clavaria zollingeri Lév. - Clavulina zolleringii (Lév.) Donk - Helvella ephippium Lév. - Hymenochaete Lév. - Lachnocladium (Lév.) Corner | - Lembosia Lév. - Microsphaera Lév. - Mitrophora gigas (Batsch) Lév. - Parmularia Lév. - Peziza amoena Lév. (1845) - Phylacia Lév. - Phyllactinia Lév. | - Psathyrella ammophila (Durieu & Lev.) P.D.Orton - Pleurotus opuntiae (Durieu & Lév.) Sacc. - Podosphaera (G. Kunze) Lév. - Scopinella Lév. - Sphaerotheca Lév. - Uncinula Lév. - Xylaria oxyacanthae Lév. |

## Onoruri (selecție)
- Doctor de medicină al Facultății din Paris
- Membru al Societății de medicină în Paris
- Membru al Societății de filomatică în Paris
- Membru corespondent al mai multor societăți științifice naționale și internaționale

## Publicații (selecție)
- Mémoire sur l'ergot, în: Mém. Soc. Linn., Nr. 5, Paris 1827
- Sur le hymenium des champignons, în: Annales des Sciences Naturelles. Botanique 321-338, Paris 1837
- Notice sur le Genre Agari',' în Dictionnaire Universel d'Histoire Naturelle (1840)
- Observations médicinales et énumerations des plantes recueilliés en Tauride, în: A. Demidoff (ed.): Voyage dans la Russie Méridionale et la Crimée, par la Hongrie, la Valachie et la Moldavie vol. 2, Editura E. Bordin, Paris 1842, p. 35-245
- Mémoire sur le genre Sclerotium, în: Annales des Sciences Naturelles Botanique, p. 218-248 (1843)
- Champignons exotiques, în: Annales des sciences naturelles nr. 8, Editura Bourgogne et Martinet, p. 167-221, Paris, septembrie-octombrie 1844
- Cryptogames cellulaires et vasculaires (Lycopodinées) (împreună cu Camille Montagne și Anton Spring), în: Voyage autour du monde exécuté pendant les années 1836 et 1837 sur la corvette la Bonite, commandée par M. Vaillant, Editura Arthus Bertrand, Paris, 1844-1846
- Champignons exotiques, în: Annales des Sciences Naturelles Botanique, seria 3/2, p. 167-221 (1845)
- Champignons exotiques, în: Annales des Sciences Naturelles Botanique, seria 3/3, p. 38-71 (1845)
- Considérations mycologiques, suivies d'une nouvelle classification des champignons, în: Dictionnaire d'histoire naturelle nr. 18, Editura L. Martinet, 136 p., Paris 1846
- Descriptions des champignons de l’Herbier du Muséum de Paris',' în: Annales des Sciences Naturelles Botanique, seria 3 /5,p. 111-167 (1846)
- Description des champignons de l’herbier du Muséum de Paris, în: Annales des Sciences Naturelles Botanique, seria 3/5, p. 249-304 (1846)
- Descriptions des champignons de l’herbier du Muséum de Paris (Suite), în: Annales des Sciences Naturelles Botanique, seria 3/5, p. 249-305 (1846)
- Sur la disposition méthodique des Urédinéees, în: Annales de Sciences Naturelles Botanique, seria 3/8, p. 369-376 (1847)
- Sur quelques nouveaux genres dans la famille des Urédinées, în: Société Philomatique, p. 88-89 (1847)
- Fragments mycologique  în: Annales de Sciences Naturelles Botanique, seria 3/9, p. 119-144 și 245-262 (1848)
- Aperçu sur les champignons tubéracés, în: Dictionnaire universel d'histoire naturelle nr. 8, Editura L. Martinet, 11 p., Paris 1849
- Sur une maladie qui attaque actuellement les vignes des environs de Paris, în:  Société Philomatique, p. 61-64 (1850)
- Organisation et disposition méthodique des espèces qui composent le genre Erysiphé, în: Annales des Sciences Naturelles Botanique, seria 3/15, p. 109-179 (1851)
- Note sur une nouvelle distribution des Erysiphés, în: Société Philomatique, p. 31-35 (1851)
- Iconographie des champignons de Paulet etc. Editura  J.B. Baillière, Paris 1855
- Description d'un nouveau genre de champignons (Entomosporium), în: Société Philomatique, p. 30-32 (1851)